# Callosciurus adamsi
Callosciurus adamsi е вид гризач от семейство Катерицови (Sciuridae). Видът е уязвим и сериозно застрашен от изчезване.

## Разпространение и местообитание
Разпространен е в Малайзия (Сабах и Саравак).
Обитава гористи местности, хълмове и плантации.

## Описание
На дължина достигат до 20,4 cm, а теглото им е около 208,7 g.
Популацията на вида е намаляваща.